# Bâtiment situé 3 rue Nikole Tesle à Pančevo
Le bâtiment situé 3 rue Nikole Tesle à Pančevo (en serbe cyrillique : Зграда у улици Николе Тесле 3 у Панчеву ; en serbe latin : Zgrada u ulici Nikole Tesle 3 u Pančevu) est situé à Pančevo, dans la province de Voïvodine et dans le district du Banat méridional, en Serbie. Il est inscrit sur la liste des monuments culturels de grande importance de la république de Serbie (identifiant no SK 1429).

## Présentation

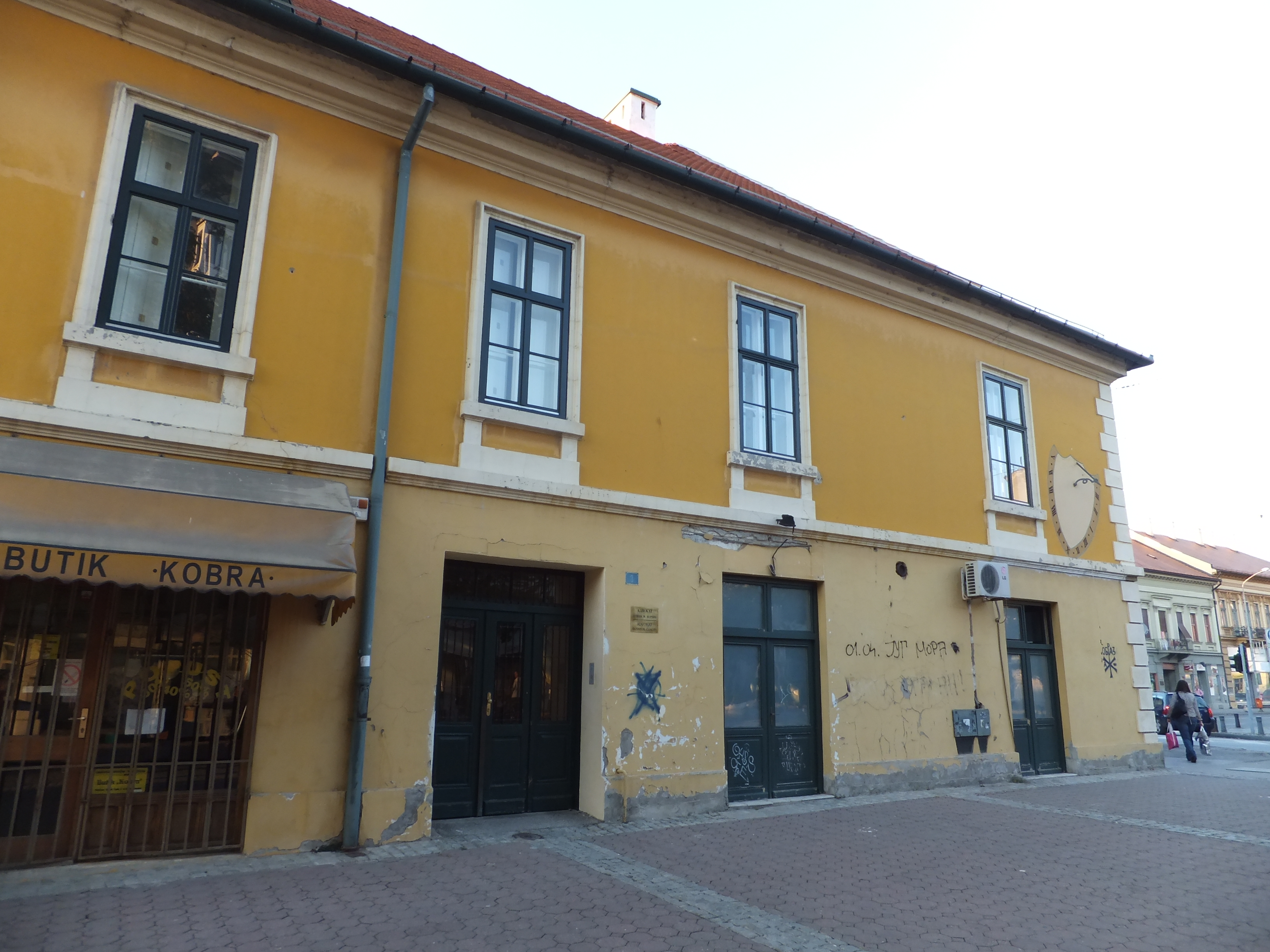
Autre vue du bâtiment

Le bâtiment a été construit en 1792 pour servir de siège à la Frontière militaire du Banat (Banatska vojna krajina), commandée par le général Mihovil Mihaljević, qui a, par ailleurs, joué un rôle important dans le développement urbain de Pančevo. Le bâtiment est également connu sous les noms de « maison Mihaljević » (Mihaljevićeva kuća), « maison au cadran solaire » (Kuća sa sunčanim satom), « logement du brigadier » (Brigadirov stan) et « maison Ćurčin » (Ćurčinova kuća).
L'édifice est constitué d'un rez-de-chaussée et d'un étage et il est bâti sur un plan épousant la lettre cyrillique « P ». Stylistiquement, il appartient au courant du néo-classicisme Biedermeier.
La façade, très simple, est dotée d'ouvertures rectangulaires entourées de moulures. Un cordon mouluré sépare le rez-de-chaussée et l'étage et une corniche profilée court en-dessous du toit ; sur la façade sud se trouve un cadran solaire. Le bâtiment conserve un médaillon adapté d'un dessin original de Konstantin Danil et représentant le général Mihaljević.
Des travaux de restauration ont été réalisés sur les façades, sur le toit et sur le cadran solaire en 1996–1998.